# St. James's Park
St. James's Park é o mais antigo dos parques Reais de Londres localizado na Cidade de Westminster. O parque possui cerca de 23 hectares. O parque fica no lado sul da Área de St. James onde situava-se um hospital para leprosos dedicado a Santiago Menor.
O parque fica próximo ao Palácio de Buckingham, um de seus lados é limitado pelo The Mall e limita-se ao norte com o famoso Palácio de St. James.